# Fatalna ljubav
Fatalna ljubav je sedmi glasbeni album srbske pop-folk pevke Svetlane Ražnatović - Cece, ki je bil objavljen v začetku junija leta 1995. 
Pevka je s tem projektom, po štirih letih premora, nadaljevala sodelovanje z beograjsko založbeno hišo PGP-RTS. Na albumu, ki ga je posvetila svojemu soprogu, je prvič sodelovala z glasbeniki iz sveta rock glasbe - predvsem z vodjo zasedbe Riblja čorba, Borom Đorđevićem in pevcem Oliverjem Mandićem. 
Album je objavljen v treh oblikah: na kaseti, CD-ju, od leta 2013 pa tudi v digitalni obliki. 

## Seznam skladb
| Št.             | Naslov                                 | Besedilo               | Glasba               | Dolžina |
| --------------- | -------------------------------------- | ---------------------- | -------------------- | ------- |
| 1.              | „Nije monotonija‟                      | Marina Tucaković       | Aleksandar Radulović | 3:27    |
| 2.              | „Zlato srećan put‟                     | M.Tucaković, O. Mandić | Oliver Mandić        | 3:42    |
| 3.              | „Znam‟                                 | Ljubo Jovović          | Leo, Đokaj, Knez     | 3:18    |
| 4.              | „Idi dok si mlad‟                      | M. Tucaković           | Aleksandar Milić     | 3:29    |
| 5.              | „Volela sam, volela‟                   | Milić Vukašinović      | M. Vukašinović       | 3:26    |
| 6.              | „Šta još možeš da mi daš‟              | O. Mandić              | Bora Đorđević        | 3:38    |
| 7.              | „Fatalna ljubav‟                       | M.Tucaković            | A. Radulović         | 3:38    |
| 8.              | „Da li to ljubav pravi od nas slabiće‟ | M. Tucaković           | A. Radulović         | 3:50    |
| 9.              | „Beograd‟                              | Tradicional            | Tradicional          | 3:40    |
| Skupna dolžina: | Skupna dolžina:                        | Skupna dolžina:        | Skupna dolžina:      | 32:08   |

## Promocija zgoščenke

### Snemanje videospotov
Ceca je v letu 1995 posnela kar pet videospotov, in sicer za pesmi Fatalna ljubav, Idi dok si mlad , Nije monotonija, Znam in Beograd . Vsi videospoti so bili v letu 2013 objavljeni tudi na uradni pevkini YouTube strani.

### Koncertna promocija
Prva koncertna promocija zgoščenke se je zgodila na veliki jugoslovanski turneji Fatalna ljubav leta 1995, v okviru katere je bil organiziran samostojni koncert v beograjski dvorani Pionir. Turneja se je začela 16. oktobra leta 1995, s koncertom v srbskem mestecu Paraćin, zaključila pa 23. novembra istega leta, s koncertom v Beogradu.   Posnetek s tega nastopa je objavljen na VHS kaseti Fatalna ljubav live (videokaseta).

### Glasbene lestvice
| Lestvice                                    | Mesto |
| ------------------------------------------- | ----- |
| 50 najboljših albumov narodne glasbe (D.M.) | 20    |

## Vpliv albuma
- Pesem Nije monotonija je uporabljena kot glasbena podlaga v srbskem filmu Sestre, iz leta 2011. [8]
- Pesem Beograd je uporabljena kot glasbena podlaga v srbskem filmu Teret, iz leta 2018. [9]

## Zgodovina objave zgoščenke
| Država      | Datum       | Založba              | Oblika |
| ----------- | ----------- | -------------------- | ------ |
| Jugoslavija | junij, 1995 | PGP-RTS, Lucky sound | CD, MC |